# كيه بي سي بنك
مجموعة كيه بي سي هي شركة تأمين عالمية متعددة القنوات تابعة للبنك، وتركز على العملاء من القطاع الخاص والمؤسسات الصغيرة والمتوسطة الحجم في بلجيكا وإيرلندا وأوروبا الوسطى. إلى جانب أنشطة التجزئة المصرفية والتأمين وإدارة الأصول (بالتعاون مع الشركتين التابعتين شركة كيه بي سي للتأمين وشركة كيه بي سي لإدارة الأصول)، ينشط من بين أشياء أخرى، في أسواق رأس المال الأوروبية وأسواق الأسهم النقدية المحلية وفي مجال الخدمات المصرفية للشركات، الخدمات المصرفية الخاصة، التأجير، العوملة، إعادة التأمين، الأسهم الخاصة والتمويل التجاري والتجاري في بلجيكا، أوروبا الوسطى والشرقية وأماكن أخرى (بشكل رئيسي في أوروبا).
مجموعة كيه بي سي هي واحدة من الشركات الكبرى وثاني أكبر شركة مصرفية في بلجيكا. إنه بالترتيب 18 من أكبر البنوك في أوروبا من حيث القيمة السوقية ولاعب مالي رئيسي في وسط وشرق أوروبا، ويعمل به حوالي 42000 موظف في جميع أنحاء العالم (أكثر من نصفهم في أوروبا الوسطى والشرقية) ويخدم 11 مليون عميل حول العالم (حوالي 7 إلى 8 ملايين في أوروبا الوسطى والشرقية).
يتم التحكم في المجموعة من قبل نقابة من المساهمين الأساسيين، ولديها تعويم مجاني يبلغ حوالي 60٪. في المساهمين الأساسيين، تسيطر شركة كيه بي سي اتكورا على 19٪، بينما تسيطر ام ار بي بي (جزء من جمعية المزارعين الفلمنديين) على حوالي 11٪، وسيرا (أكبر جمعية تعاونية في والونيا) 3٪ ومجموعة من الأسر الصناعية تسيطر على 7٪ أخرى. لقد تم عقد التعويم الحر بشكل رئيسي من قبل مجموعة كبيرة ومتنوعة من المستثمرين المؤسسيين الدوليين حتى منتصف عام 2018. يتم تداول أسهمها في بورصة يورونكست في بروكسل.

## التاريخ
خلال الحرب العالمية الثانية، سيكون البنك قادرًا على توسيع أنشطته وزيادة ودائعه من الطبقة الوسطى الفلمنكية. بعد الحرب، وبسبب الانتعاش الاقتصادي، تمكن بنك كريديت، الذي يعد الآن ثالث أكبر بنك في بلجيكا، من زيادة عدد الفروع العاملة في فلاندرز. أكدت إستراتيجية نمو البنك في فترة ما بعد الحرب على التوسع الأجنبي وتطوير خدمات إدارة المحافظ الاستثمارية للمستثمرين. توسع البنك في لوكسمبورغ في عام 1949 مع كريديت بنك لوكسمبورغ وإلى والونيا مع إنشاء كريدي جنرال دو بلجيك في عام 1961.
تركز المجموعة الآن على بلدانها الستة الأساسية: بلجيكا وجمهورية التشيك وسلوفاكيا والمجر وبلغاريا وأيرلندا.

## الاستثمار في الفحم
تعرضت لانتقادات بسبب سياساتها الاستثمارية المتعلقة بالوقود الأحفوري. ووفقا لتقرير عام 2015 البلجيكي ان جي أو فيرفين كيه بي سي استثمرت  2.4 مليار دولار بين عامي 2004 و 2014 من خلال قروض وأسهم انبعاث والواجبات. في المقابل، بلغت الأموال المخصصة للطاقة المتجددة 929 مليون دولار.
عندما استعرضت سياسة الاستدامة في عام 2016،  الشبكة العالمية للمنظمات غير الحكومية التي تتعاون في مجال البنوك الخاصة والاستدامة، نشر بنك تراس تحليلًا يعترف بالتقدم المحرز في الوقود الأحفوري، في حين ينتقد الاستثناء للجمهورية التشيكية حيث يواصل البنك تمويل الفحم،  قائلاً «إن التقييد العام الجديد على الفحم مرحب به وإيجابي، لكن الاستثناء المطبق على شركات الفحم التشيكية يتعلق».
في عام 2017، نشر تحالف المناخ البلجيكي تقريرًا  يوضح الاستثمارات في الوقود الأحفوري في هذا التقرير، هاجموا استثناء الجمهورية التشيكية أيضًا، قائلين «استثناءات أنشطة الفحم في جمهورية التشيك لا تمتثل للمواعيد النهائية الصارمة التي يفرضها علم المناخ.»

## هيكل وفروع رئيسية

### بنك كيه بي سي
البنك هو الفرع الرئيسي. أول سوق محلية لها هي بلجيكا، حيث أنها واحدة من أفضل ثلاثة بنوك، بحصة سوقية تتراوح بين 20 و 25٪ وأكثر من ثلاثة ملايين عميل (عد عملاء الشركات التابعة في بلجيكا). وسوقها المحلية الثانية هي أوروبا الوسطى، ويتم تقديمها من خلال الشركات التابعة والاستثمارات في جمهورية التشيك وسلوفاكيا والمجر وبلغاريا. في جميع هذه البلدان، يعتبر البنك رائدًا من حيث حصته في السوق. كما أن لديها تواجدًا كبيرًا في أيرلندا من خلال فرعها هناك، والذي يعد لاعبًا رئيسيًا في كل من أسواق الرهن العقاري للشركات والسكنية هناك. بشكل عام، أنشأ البنك وجودًا في حوالي ثلاثين دولة حول العالم.
البنك لديه أيضًا عمليات مصرفية استثمارية في أوروبا والولايات المتحدة وآسيا. يعمل ذراع متخصص يسمى كيه بي سي للمنتجات المالية في المقام الأول في سندات قابلة للتحويل العالمي؛ يسمى فرعها في اليابان كيه بي سي للاوراق المالية ، والتي تتخصص في السمسرة الثانوية في الأسهم والسندات القابلة للتحويل والضمانات ومشتقات الأسهم.

## أخبار حديثة
في ديسمبر 2016، أعلنت أنها ستستحوذ على البنك البلغاري المتحد، مما يجعلها أكبر مجموعة تأمين مصرفي في البلاد. في فبراير 2017، تم تعريف أيرلندا على أنها سوق أساسي جديد للمجموعة.
في عام 2018، صنفت هارفارد بيزنس ريفيو يوهان تيجس الرئيس التنفيذي للشركة باعتباره الرئيس التنفيذي الثامن الأفضل أداءً في العالم.

## روابط خارجية
- الموقع الرسمي